# Антоніу Каетану де Соза
Анто́ніу Каета́ну де Со́за (порт. António Caetano de Sousa, Antonio Caetano de Souza; 30 травня 1674 — 5 липня 1759) — португальський католицький священник-театинець, історик, бібліограф. Один із перших членів Королівської академії історії Португалії. Відомий завдяки ґрунтовним історичним і бібліографічним дослідженням, присвяченим Церкві та Португалії. Народився у Лісабоні. Син Мігела де Сози-Феррейри, уродженця Порту, й Марії Кресбек, португалки голландського походження, родина якої займалася книговиданням у столиці. 1690 року поступив до Лісабонського монастиря святого Каетана. Склав чернечі обітниці (1691). Вивчав філософію, теологію, церковну історію; написав «Лузітанську агіологію» (Agiologio Lusitano). Працював під патронатом португальського короля Жуана V, який призначив йому щорічне утримання в 100 тисяч реалів (згодом — 350 тисяч) й видав своїм коштом його основі праці. Створив мережу істориків та секретарів, подібну до наукового інституту, які збирали й упорядковували історичні документи. Розробив перший у Португалії бібліографічний апарат сучасного типу для систематизації джерел. Увійшов до складу перших 50 членів новоствореної Королівської академії історії (1720), займався вивченням історії португальських єпископств Сеути і Танжера (І і ІІ «Збірники документів» академії). Вивчав родовід португальських монархів (з 1723). Видав фундаментальне 13-томне дослідження «Генеалогічна історія португальського королівського дому» (1735—1747), яке доповнив збірками джерел «Свідоцтва» у 6 томах (1739—1748) та індексом (1749). Його робота стала унікальною через втрату багатьох історичних пам'яток і документів внаслідок Лісабонського землетрусу. Завдяки своїй праці отримав нобілітаційні права для своїх небожів. Помер в Лісабоні.

## Основні праці
- Catálogo dos bispos da egreja do Funchal; no tomo I da Colecção dos Documentos e Memórias da Academia Real de História;
- Catálogo dos arcebispos da Bahia e mais bispos seus suffraganeos, no tomo I da Colecção dos Documentos e Memórias da Academia Real de História;
- Catálogo dos arcebispos de Goa, e dos bispos de Cochim, Meliapor, China, Japão, Macau, Nankim, Malaca, patriarchas da Ethiópia, arcebispos de Cranganor e Serra, no tomo II da Colecção dos Documentos e Memórias da Academia Real de História;
- Catálogo dos bispos de Cabo Verde, S. Thomé e Angola, no tomo II da Colecção dos Documentos e Memórias da Academia Real de História;
- Catálogo dos bispos de Angra, no tomo II da Colecção dos Documentos e Memórias da Academia Real de História;
- Memorias historicas e genealogicas dos Grandes de Portugal, publicado em 1739, com reedições em 1742 e 1755;
- Série dos reis de Portugal, reduzida a taboas genealogicas, com uma breve notícia histórica, publicado em Lisboa em 1743;
- História Genealógica da Casa Real Portuguesa (13 основних томів; 6 томів з джерелами-свідоцтвами Provas);
- Indice geral dos appellidos, nomes proprios, e cousas notaveis que se comprehendem nos treze tomos da Historia Genealogica, e dos documentos comprehendidos nos seis volumes das Provas com que se acha autorisada a mesma Historia, publicado em 1749;
- Agiologio Lusitano dos santos e varões illustres em virtude do Reino de Portugal e suas conquistas, tomo IV, que compreende os meses de Julho e Agosto, com seus comentários, Lisboa, 1774.